# Pavel Boudný
Pavel Boudný (Slavkov u Brna, Checoslovaquia, 2 de noviembre de 1982) es un deportista República Checa que compitió en ciclismo de montaña en la disciplina de campo a través. Ganó una medalla de  en el Campeonato Europeo de Ciclismo de Montaña en Maratón de 2012.

## Medallero internacional
| Campeonato Europeo | Campeonato Europeo                      | Campeonato Europeo | Campeonato Europeo |
| Año                | Lugar                                   | Medalla            | Competición        |
| ------------------ | --------------------------------------- | ------------------ | ------------------ |
| 2012               | Jablonné v Podještědí (República Checa) | Medalla de plata   | Campo a través     |